# Bolva
La Bolva (in russo Болва́?) è un fiume della Russia occidentale (Oblast' di Kaluga e di Brjansk), affluente di sinistra della Desna (bacino del Dnepr).
Il fiume nasce a sud-ovest della città di Spas-Demensk alle pendici meridionali delle alture di Smolensk. Scorre principalmente in direzione sud e attraversa le città di Kirov, Ljudinovo e Fokino. La lunghezza del fiume è di 213 km. L'area del bacino idrografico è di 4 340 km². Ha una portata media di 22 m³/s a 25 km alla foce. Sfocia nella Desna all'interno della città di Brjansk.
Durante l'alluvione primaverile, il corso inferiore della Bolva è caratterizzato da un aumento significativo del livello (fino a 7-8 m), e quindi la sua pianura alluvionale si estende fino a 1 km di larghezza. Quasi ogni anno il territorio dell'insediamento di tipo urbano di Radica-Krylovka è soggetto ad inondazioni a breve termine; la popolazione è costretta a spostarsi per il paese tramite imbarcazioni. A causa della struttura del rilievo, quasi tutta la riva destra della Bolva (nella regione di Brjansk) appartiene al bacino del Vet'ma.